# Institut des Actuaires
Das Institut des Actuaires ist die berufsständische Interessenvertretung der Aktuare der französischen Versicherungswirtschaft. Die Organisation hat ihren Sitz in Paris.

## Geschichte und Hintergrund
Das Institut des Actuaires entstand 2011 durch den Zusammenschluss des Insititut des actuaires français, die 1891 insbesondere mit dem Fokus auf wissenschaftliche Auseinandersetzung und daraus resultierender praktischer Anwendung mit versicherungsmathematischen Fragestellungen gegründet worden war, und der Federation française des actuaires, die 1995 in Folge der europaweiten Deregulierung der Versicherungsbranche und den folgenden Anforderungen an die Qualifikation entstanden war.
Die Organisation widmet sich schwerpunktmäßig drei Themenfeldern. Diese umfassen die Integrität, Professionalität und angemessene Ausbildung der Mitglieder der Vereinigung ebenso wie den fortlaufenden Fokus auf die Förderung der Forschung. Hierzu ist die Vereinigung einerseits in den supranationalen Interessenvertretungen der Europäischen sowie der Internationalen Aktuarvereinigung vertreten und nimmt am Dialog mit anderen Interessenvertretungen, der Politik sowie nationalen und europäischen Behörden teil. Daneben regelt sie die fachliche Eignung ihrer Mitglieder, in dem sie Vorgaben zu Aus- und Weiterbildung macht und beruflichen Standards sowie ethischen Regeln festlegt und deren Einhaltung überwacht. Die versicherungsmathematische Forschung wird gefördert und unterstützt. So betreibt das Institut des Actuaires eine Bibliothek mit wissenschaftlicher und professioneller Literatur und veröffentlicht mit dem Bulletin français d'actuariat eine eigene Publikation und ist als Mitherausgeber des European Actuarial Journal am internationalen Periodikum beteiligt. Daneben wird das Verfassen und die Herausgabe von Arbeiten und Büchern über relevante Themen der Finanz-, Wirtschafts- und Versicherungsmathematik gefördert.